# مداد

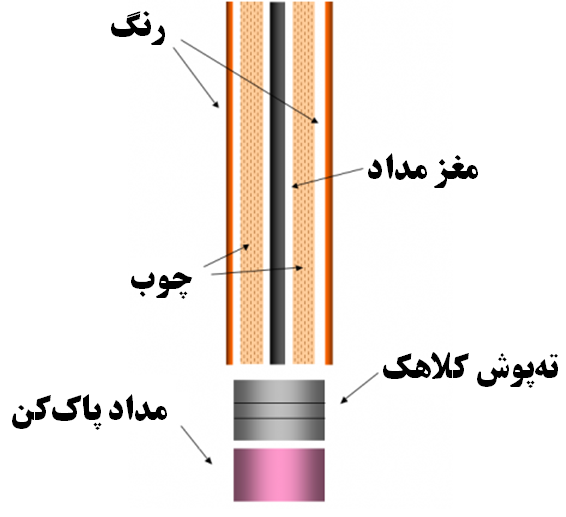
قسمت‌های مختلف یک مداد

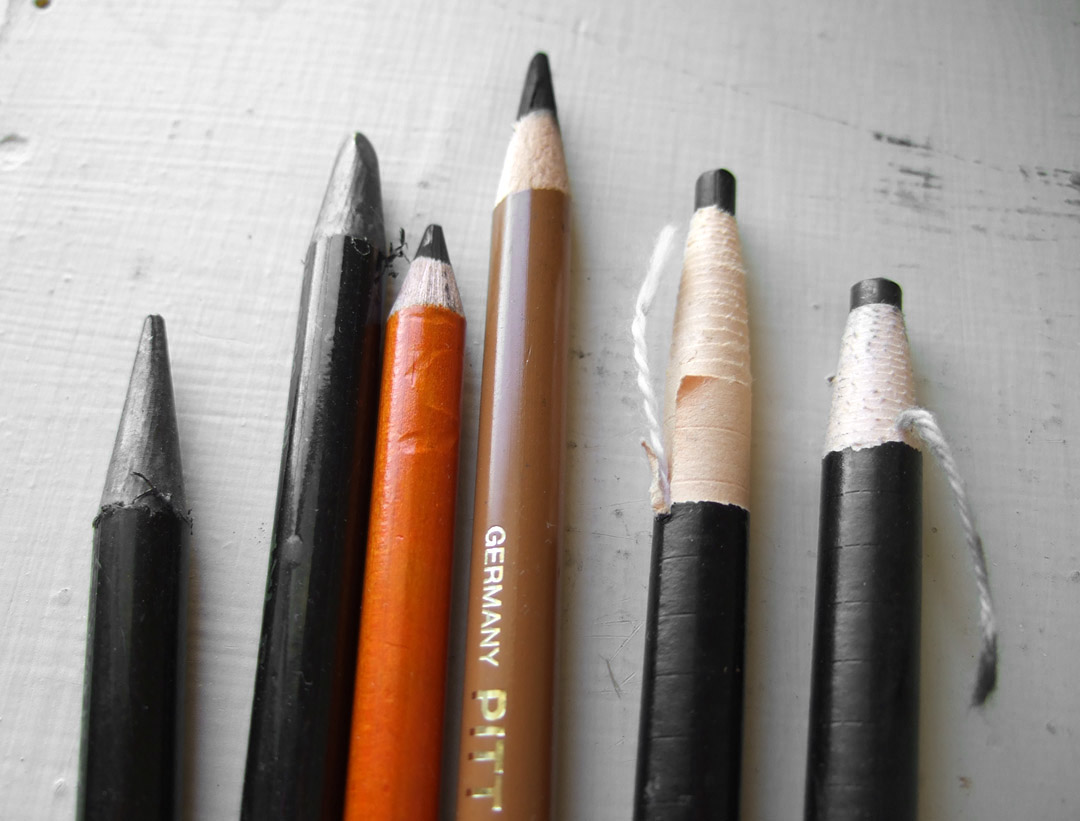
مدادهای گوناگون.

مراحل ساخت مداد معمولی

مِداد ابزاری برای نوشتن، طراحی و نقاشی است و در انواع گوناگونی وجود دارد. در زبان فارسی، مداد به معنای مرکّب نوشتار بوده و در متون کهن نیز همین معنا را می‌دهد. بخش خارجی مدادها معمولاً از چوب یا کاغذ ساخته می‌شود و درون آن مغزیِ مداد که بخش استوانه‌ای شکل و باریکی است قرار می‌گیرد. این مغزی از ماده سیاهی به نام گرافیت یا مواد رنگی به همراه ترکیبات دیگر تشکیل می‌شود. طول مداد به صورت متعارف معمولاً ۱۷٫۵ سانتی‌متر است و بدنهٔ آن از چوب نوعی درخت سرو ساخته می‌شود.
مدادتراش، مدادپاک‌کن و کاغذ از دیگر نوشت‌افزارهایی هستند که همراه با مداد استفاده می‌شوند. مداد تراش برای تیز کردن نوک مداد استفاده می‌شود.

## تاریخچه
اولین مدادها از جنس سرب بودند و وقتی از آن‌ها بر روی کاغذ استفاده می‌شد اثر خاکستری به جا می‌گذاشت. در سال‌های ۱۵۰۰ میلادی بود که معادن گرافیت در منطقهٔ گری ناتز شهر کامبریا در انگلستان کشف شد.
دولت انگلستان به خاطر کاربرد گرافیت در توپ‌های جنگی از این معادن بهره‌برداری می‌کرد. اما مردم منطقه از گرافیت برای علامت‌زدن قایق‌هایشان بهره می‌بردند که همین مسئله باعث قاچاق آن به عنوان جسمی برای علامت‌زدن شد.
در سال ۱۵۶۰ میلادی یک زن و شوهر ایتالیایی با قرار دادن یک تکه گرافیت میان دو تکه چوب سرو اولین مداد به شکل امروزی را اختراع کردند. پس از ابتکار خانواده ایتالیایی در قرار دادن گرافیت میان چوب این اندکی تغییر به عنوان ایده اصلی طراحی مداد به کار گرفته شده است. با این حال، برخی بر این باورند که سازندهٔ این ابزار فردی آمریکایی به‌نام جوزف پریستلی می‌باشد.

## مداد سیاه

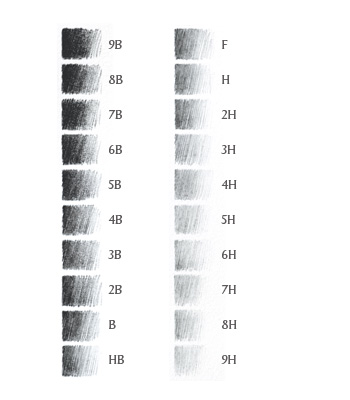
طیف 9B تا 9H

مغزیِ مداد سیاه یا مداد گرافیتی از جنس گرافیت است. مداد گرافیت از نظر نرمی و سختی بسته به ناخالصی و رس درجه‌بندی گسترده‌ای دارد.

### نرمی و سختی مداد
مغز مداد به‌طور عمده از گرافیت تشکیل شده است. مغرهای مدادی که در مداد به کار می‌روند، بسته به میزان خاک رسی که با آن‌ها ترکیب می‌شود، دارای سختی متفاوتی هستند؛ مداد سخت، نمره ۴، خطوط بسیار کم‌رنگ، و مداد نرم‌تر، نمره ۱، خطوط پررنگی روی کاغذ ایجاد کند، هر چه میزان خاک رس ترکیبی با گرافیت مغز مداد بیشتر باشد، مداد سخت‌تر است.

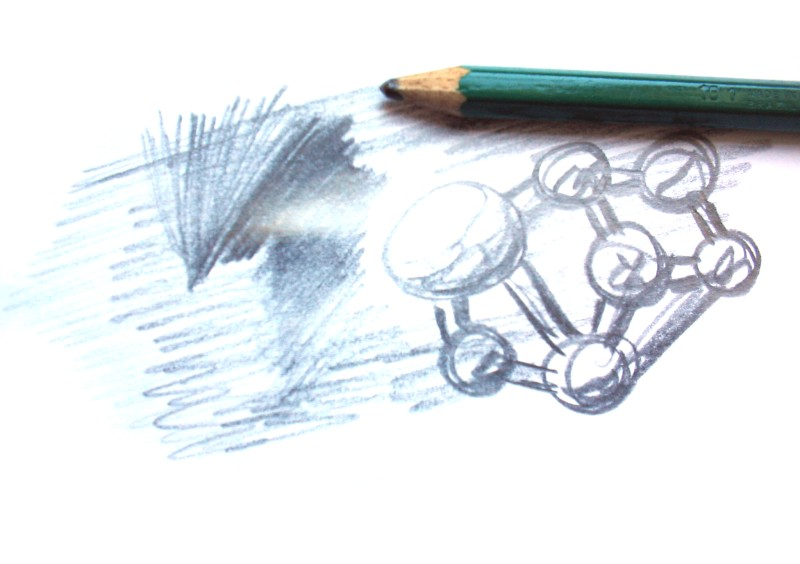
طراحی با مداد گرافیت

|         |    |    |    |    |    |       |       |       |       |    |   |    |    |    |         |         |         |    |    |
| ۹H      | ۸H | ۷H | ۶H | ۵H | ۴H | ۳H    | ۲H    | H     | F     | HB | B | ۲B | ۳B | ۴B | ۵B      | ۶B      | ۷B      | ۸B | ۹B |
| سخت‌ترین | →  | →  | →  | →  | →  | متوسط | متوسط | متوسط | متوسط | →  | → | →  | →  | →  | نرم‌ترین | نرم‌ترین | نرم‌ترین |    |    |

## مدادرنگی

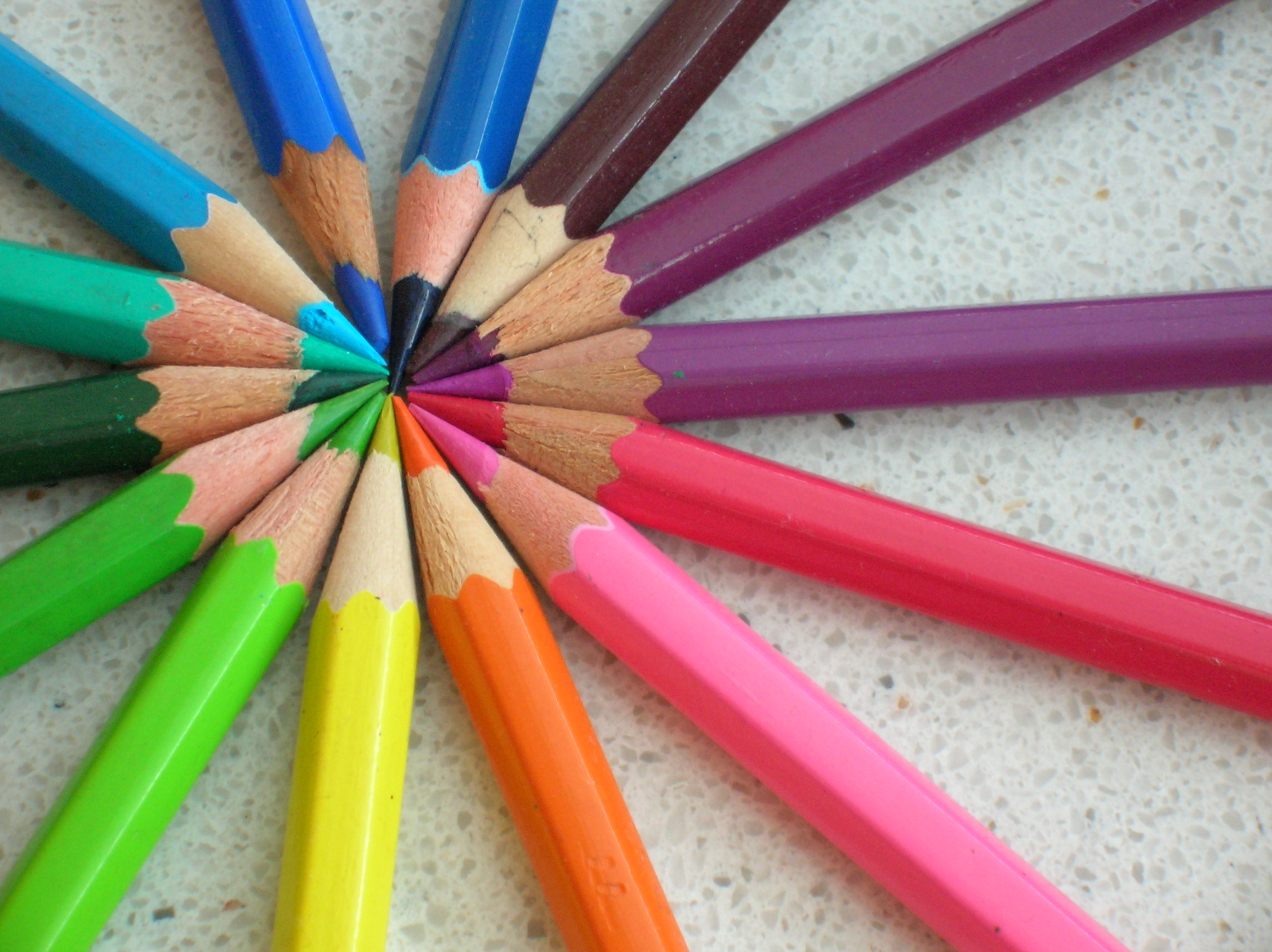
مدادهای رنگی

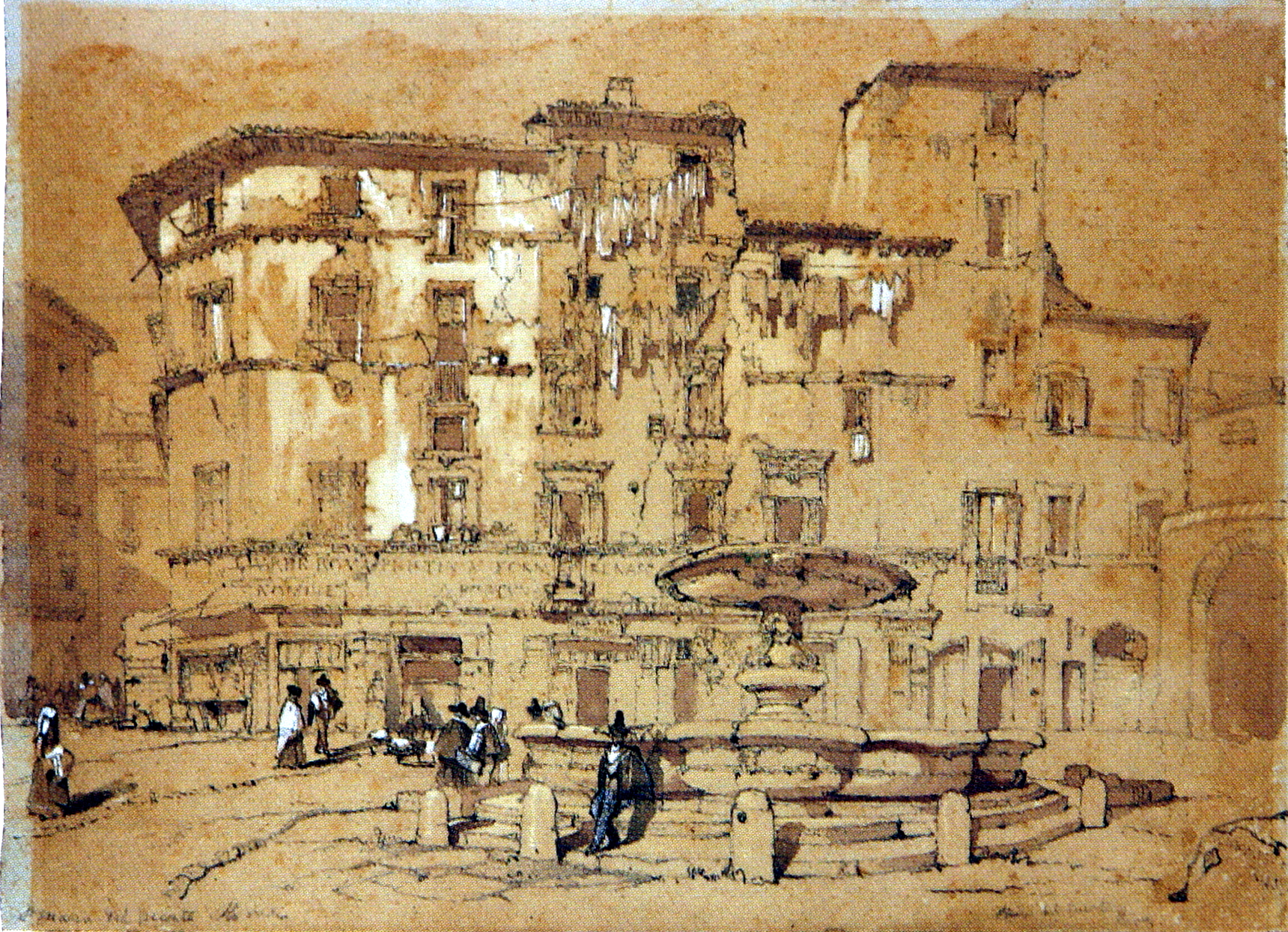
نقاشی با مدادرنگی

مداد رنگی نوعی مداد است که مغزیِ آن اثر رنگی بر جای می‌گذارد. مغزی آن از رنگدانه (ماده رنگی) فشرده، نوعی موم و کائولین (یک نوع خاک رس) ترکیب شده است. مغزی مدادرنگی برخلاف مداد گرافیت درجه‌بندی زیادی از نظر سختی ندارد و نسبتاً نرم است.
سبک‌های مختلفی برای کار با مداد رنگی وجود دارد، از جمله سبک‌های زیر که دو سبک نخست در میان نقاشان رایج‌تر هستند.
- شیوه خطی
- شیوه سایه‌پردازی
- شیوه خراش
- شیوه شیاراندازی
- شیوه سفید کردن

در نقاشی می‌توان مدادرنگی را با دیگر وسایل نقاشی مانند آبرنگ، ایربراش و «ماژیک محو کن» ترکیب کرد. مداد آبرنگی نیز ابزار دیگری برای این کار است.

### مداد آبرنگی
مداد آبرنگی نوعی از مداد رنگی است که می‌توان با قلم‌موی نقاشی مرطوب رنگ آن را مانند آبرنگ روی کاغذ پخش کرد. ویژگی نقاشی با مداد آبرنگی این است که اثر هم حالت آبرنگ را دارد، و هم ردّ مداد رنگی دیده می‌شود.

## مداد اتودی
مداد نوکی (فشاری) یا اتود یا مدادرسم که به آن مداد مکانیکی نیز گفته می‌شود، ابزاری است که مغزی (نوک) درون آن جای می‌گیرد و به‌وسیله یک دکمه که به یک فنر متصل است، به تدریج هنگام نیاز بیرون رانده می‌شود. مغزی مداد نوکی، در اندازه‌ها و قطرهای گوناگون است. قطرهای استاندارد آن، پنج دهم و هفت دهم میلی‌متر است. همچنین مغزی مداد در جنس‌های مختلف و در سه گروه وجود دارد (شامل گروه‌های H, B و F) که با شماره‌ای (مانند ۰٫۵ یا ۰٫۷ میلی‌متر) نرمی یا سفتی آن مشخص شده است. این نوع مداد از لحاظ ظاهری تقریباً شبیه به خودکار است.

از مزایای این نوع مداد می‌توان به داشتن صرفه اقتصادی آن اشاره کرد که تنها با خرید یک سر (مغز) می‌توان مجدد از آن استفاده نمود.

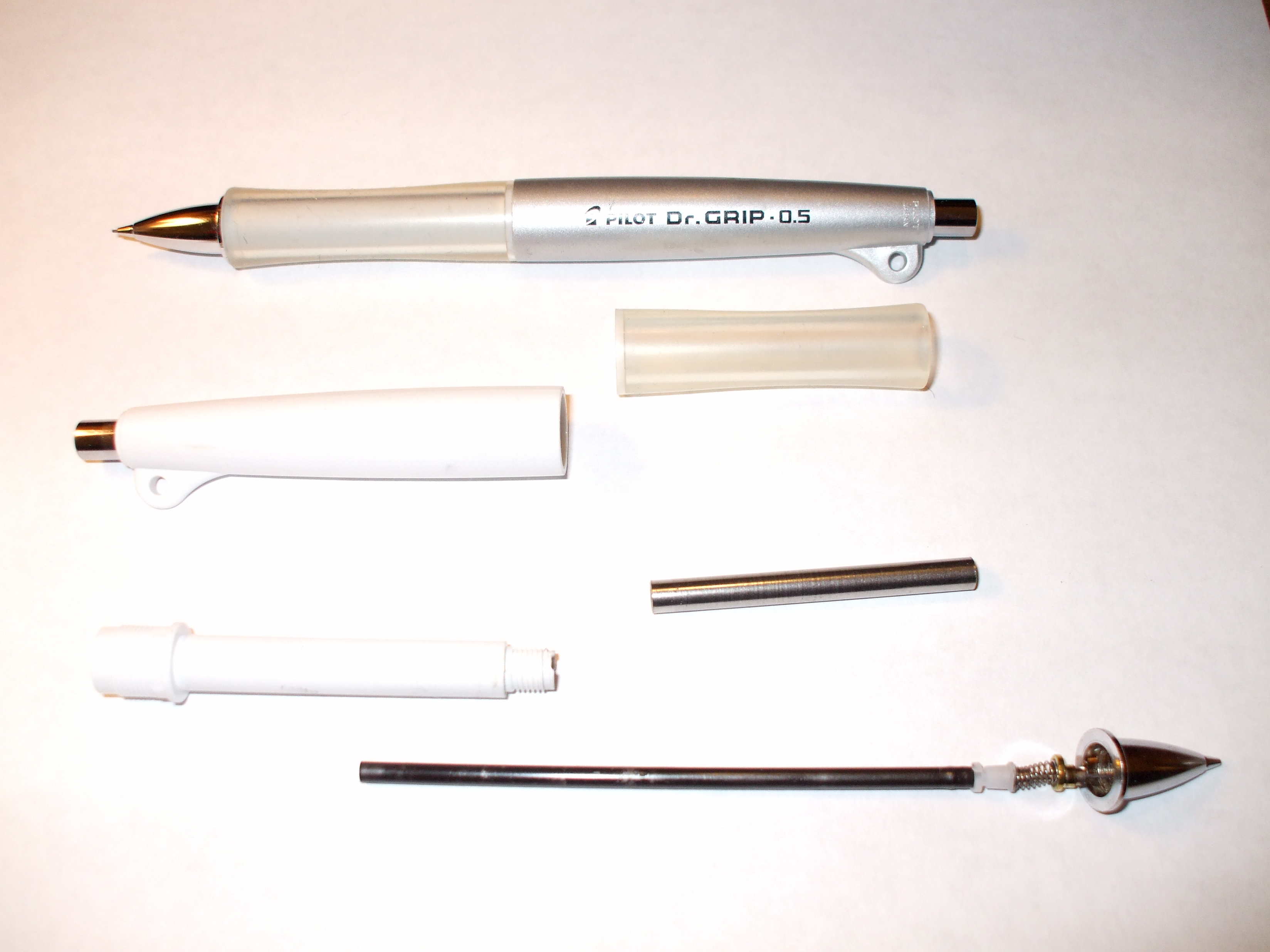
اجزای مداد اتود
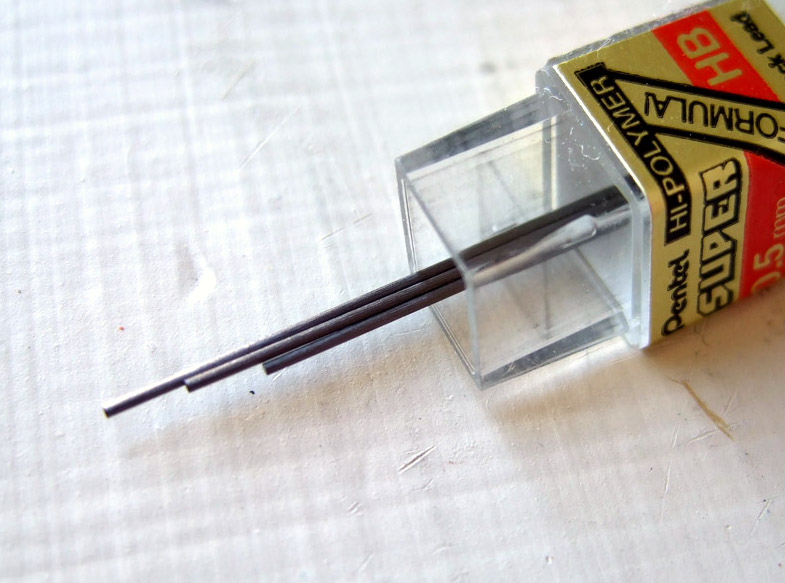
جعبه سرهای اتود
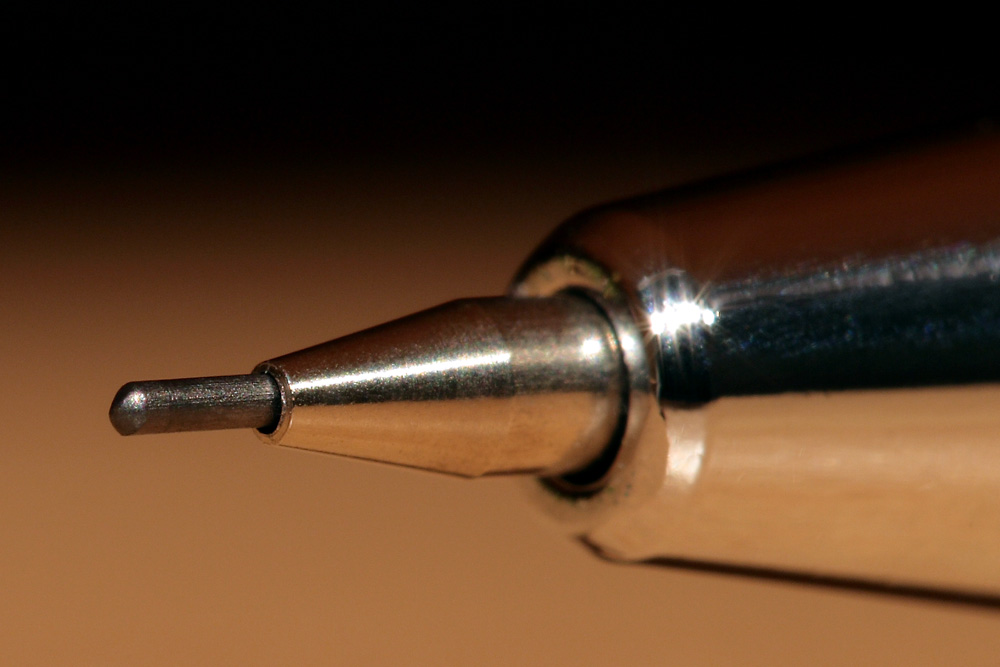
سر مداد اتود
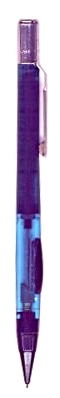
مداد اتود